# Lista de praças de Braga

## Braga
| Praça                      | Ano | Localização | coordenadas geográficas     | imagem |
| -------------------------- | --- | ----------- | --------------------------- | ------ |
| Largo do Paço              |     |             | 41° 33′ 03″ N, 8° 25′ 35″ O |        |
| Praça Conde de Agrolongo   |     |             | 41° 33′ 09″ N, 8° 25′ 36″ O |        |
| Praça da República (Braga) |     |             | 41° 33′ 05″ N, 8° 25′ 23″ O |        |
| Praça do Município         |     |             | 41° 33′ 04″ N, 8° 25′ 41″ O |        |

## Braga (Maximinos, Sé e Cividade)
| Praça                                 | Ano | Localização | coordenadas geográficas     | imagem |
| ------------------------------------- | --- | ----------- | --------------------------- | ------ |
| Campo das Hortas                      |     |             | 41° 33′ 00″ N, 8° 25′ 49″ O |        |
| Largo da Estação de Caminhos de Ferro |     | Maximinos   | 41° 32′ 57″ N, 8° 26′ 03″ O |        |
| Largo de São Paulo                    |     |             | 41° 32′ 54″ N, 8° 25′ 37″ O |        |
| Largo de São Tiago                    |     |             | 41° 32′ 54″ N, 8° 25′ 34″ O |        |

## Braga (São José de São Lázaro e São João do Souto)
| Praça                   | Ano | Localização       | coordenadas geográficas     | imagem |
| ----------------------- | --- | ----------------- | --------------------------- | ------ |
| Largo Carlos Amarante   |     |                   | 41° 32′ 58″ N, 8° 25′ 25″ O |        |
| Largo São João do Souto |     | São João do Souto | 41° 33′ 00″ N, 8° 25′ 31″ O |        |

## Braga (São Vicente)
| Praça              | Ano | Localização | coordenadas geográficas     | imagem |
| ------------------ | --- | ----------- | --------------------------- | ------ |
| Campo Novo (Braga) |     |             | 41° 33′ 13″ N, 8° 25′ 14″ O |        |

## Braga (São Vítor)
| Praça                     | Ano | Localização | coordenadas geográficas     | imagem |
| ------------------------- | --- | ----------- | --------------------------- | ------ |
| Largo da Senhora-a-Branca |     |             | 41° 33′ 06″ N, 8° 25′ 02″ O |        |

## Nogueiró e Tenões
| Praça                     | Ano | Localização                     | coordenadas geográficas     | imagem |
| ------------------------- | --- | ------------------------------- | --------------------------- | ------ |
| Terreiro de Moisés        |     | Santuário do Bom Jesus do Monte | 41° 33′ 17″ N, 8° 22′ 40″ O |        |
| Terreiro dos Evangelistas |     | Santuário do Bom Jesus do Monte | 41° 33′ 23″ N, 8° 22′ 34″ O |        |

1. ↑  «Estátuas em Braga»